# Hemlig handling

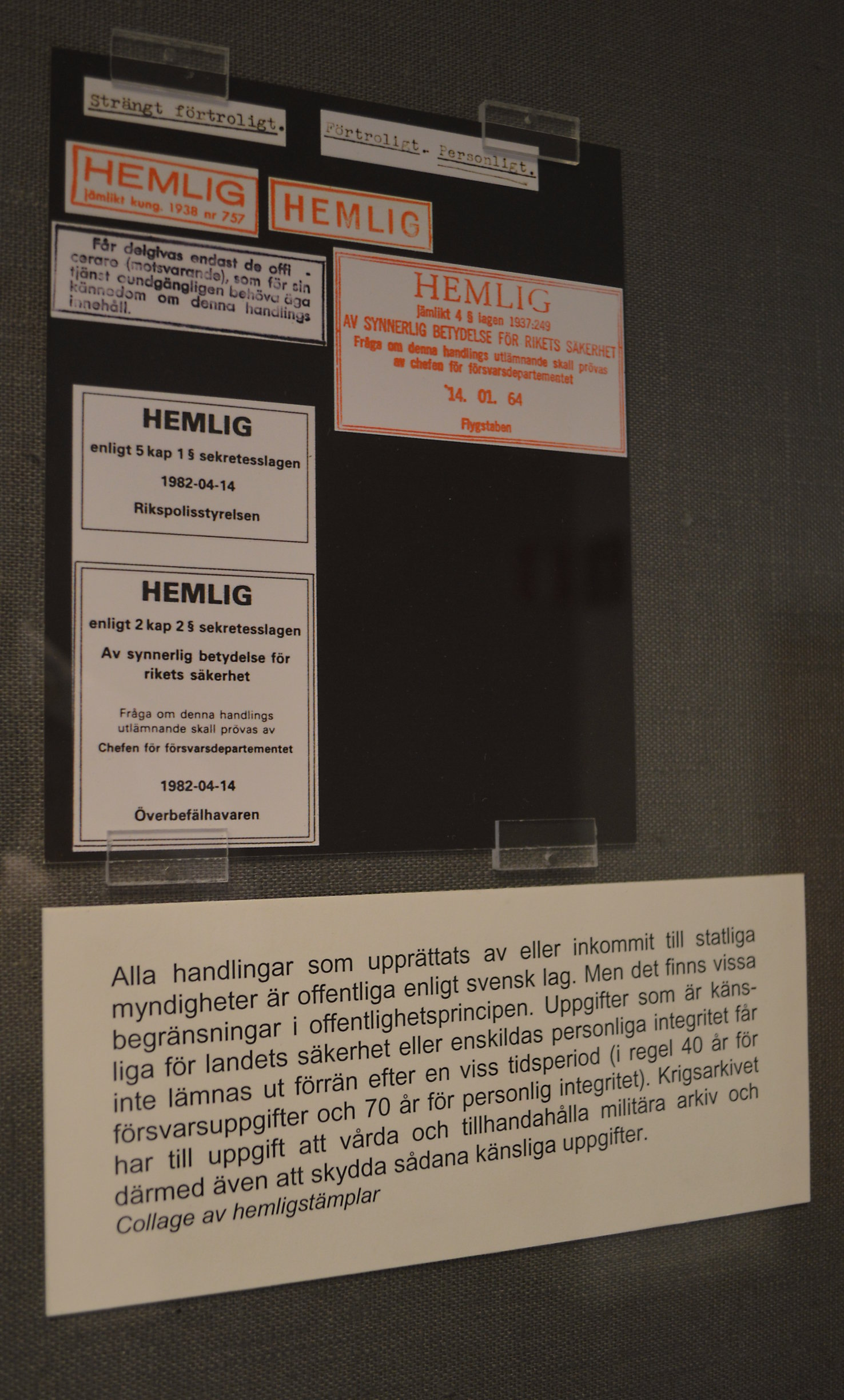
Collage av (ålderdomligt utformade) hemligstämplar - utställning på Krigsarkivet, entréfoajén, i Stockholm.

En hemlig handling är i Sverige en allmän handling som är skyddad av sekretess enligt offentlighets- och sekretesslagen eller, enligt en alternativ tolkning, en handling av betydelse för rikets säkerhet som är skyddad av särskilda regler.

## Omfattning
Termen "hemlig handling" kan ha en snäv och en vidare betydelse: antingen omfattar den alla uppgifter som av någon anledning skyddas av sekretess, eller så omfattar den endast uppgifter som rör rikets säkerhet (försvars- och utrikessekretess). För den senare kategorin gäller t.ex. särskilda regler enligt säkerhetsskyddsförordningen. Säkerhetsskyddsförordningen omfattar handlingar som finns hos såväl myndigheter som hos vissa privatägda företag, främst sådana som verkar inom försvarsindustrin eller liknande, medan offentlighets- och sekretesslagen i princip endast omfattar handlingar som finns hos myndigheter och vissa offentligt ägda bolag.

### Offentlighets- och sekretesslagen
Termen "hemlig handling" används inte i offentlighets- och sekretesslagen men förekommer däremot i juridisk litteratur och i lagkommentarer kopplade till lagen. I offentlighets- och sekretesslagens mening torde termerna "sekretessbelagd" och "hemlig" kunna ses som utbytbara, även om den senare alltså inte förekommer i själva lagtexten. Den kan därför ses som talspråklig i viss mån. Däremot används termen "hemlig handling" i säkerhetsskyddsförordningen där det i definitionen (4 §) anges att "hemlig handling" avser "uppgift som omfattas av sekretess enligt offentlighets- och sekretesslagen (2009:400) och som rör rikets säkerhet". På detta sätt finns en koppling mellan offentlighets- och sekretesslagen och säkerhetsskyddsförordningen.

### Tryckfrihetsförordningen
I tryckfrihetsförordningen anges att en allmän handling enbart får hemlighållas med hänsyn till:
- rikets säkerhet eller dess förhållande till annan stat eller mellanfolklig organisation,
- rikets centrala finanspolitik, penningpolitik eller valutapolitik,
- myndighets verksamhet för inspektion, kontroll eller annan tillsyn,
- intresset att förebygga eller beivra brott,
- det allmännas ekonomiska intresse eller
- skyddet för enskilds förhållanden av såväl personlig som ekonomisk natur.

En allmän handling som inte bedöms som hemlig är en offentlig handling och ska lämnas ut till den medborgare som så önskar, enligt offentlighetsprincipen.

### Offentlig handling
När någon begär att få ta del av en sekretessbelagd handling ska frågan om utlämnande prövas skyndsamt i varje enskilt fall. Om en handling är delvis hemlig, är man skyldig att täcka över de hemliga delarna och visa upp den del som är offentlig. Det är myndigheten/förvaltningen som förvarar handlingen eller som arkiverat den som avgör vad som är hemligt eller inte. En avsändare kan inte avgöra det. Påteckningar som ”förtroligt”, ”behandlas konfidentiellt” eller liknande saknar betydelse vid bedömningen om handling är hemlig eller ej.

## Polisens hemliga nivåer
Inom polisens underrättelsetjänst används fyra olika nivåer av hemlig information, så kallade H användarvillkor. Det är den som upprättat handlingen som avgör klassificeringen. Polisens handläggare arbetar med avlyssning för att kunna analysera och försöka stoppa brottslig verksamhet.

### H0
Uppgifterna är hemliga för allmänheten och får endast delas med andra inom brottsbekämpande verksamheter eller samverkande myndigheter.

### H1
Denna information får inte användas till rättsliga processer, exempelvis i förundersökningsprotokoll, utan författarens tillstånd. Användarvillkoren för H1 inkluderar även begränsningarna som gäller för H0.

### H2
Informationem får inte delas med någon utan författarens skriftliga tillstånd. Dokumentet får endast delges andra via sändlista. I övrigt gäller samma restriktioner som för H1.

### H3
Dessa dokument har ytterligare begränsningar. Begränsningar som gäller för behörighet eller syfte med åtkomsten av informationen måste anges i fritext. Klassificeringen H3 kan endast användas tillsammans med H0, H1 eller H2.

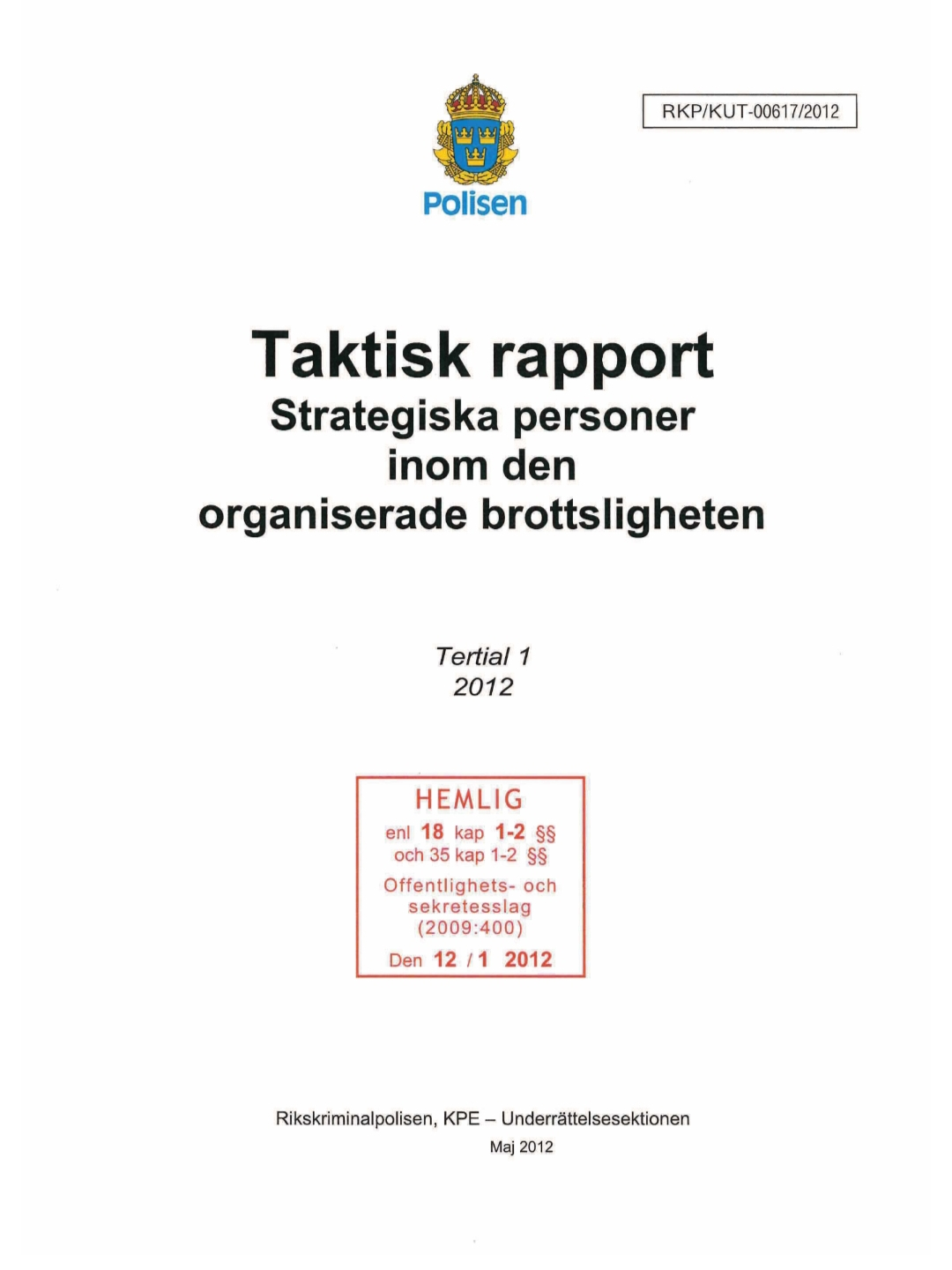
Hemligstämplad taktisk rapport.
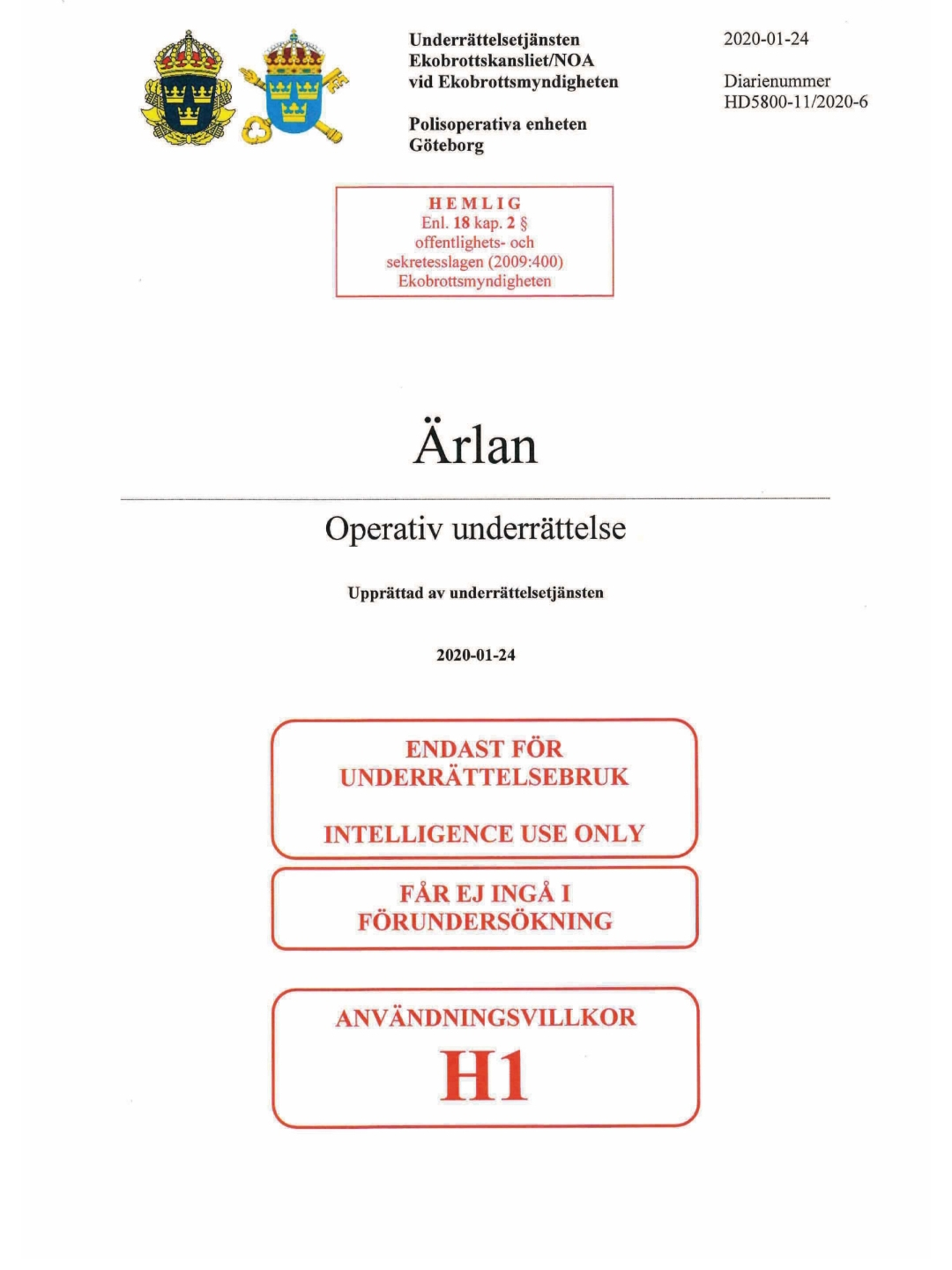
Operativ underrättelse med H1-stämpel.
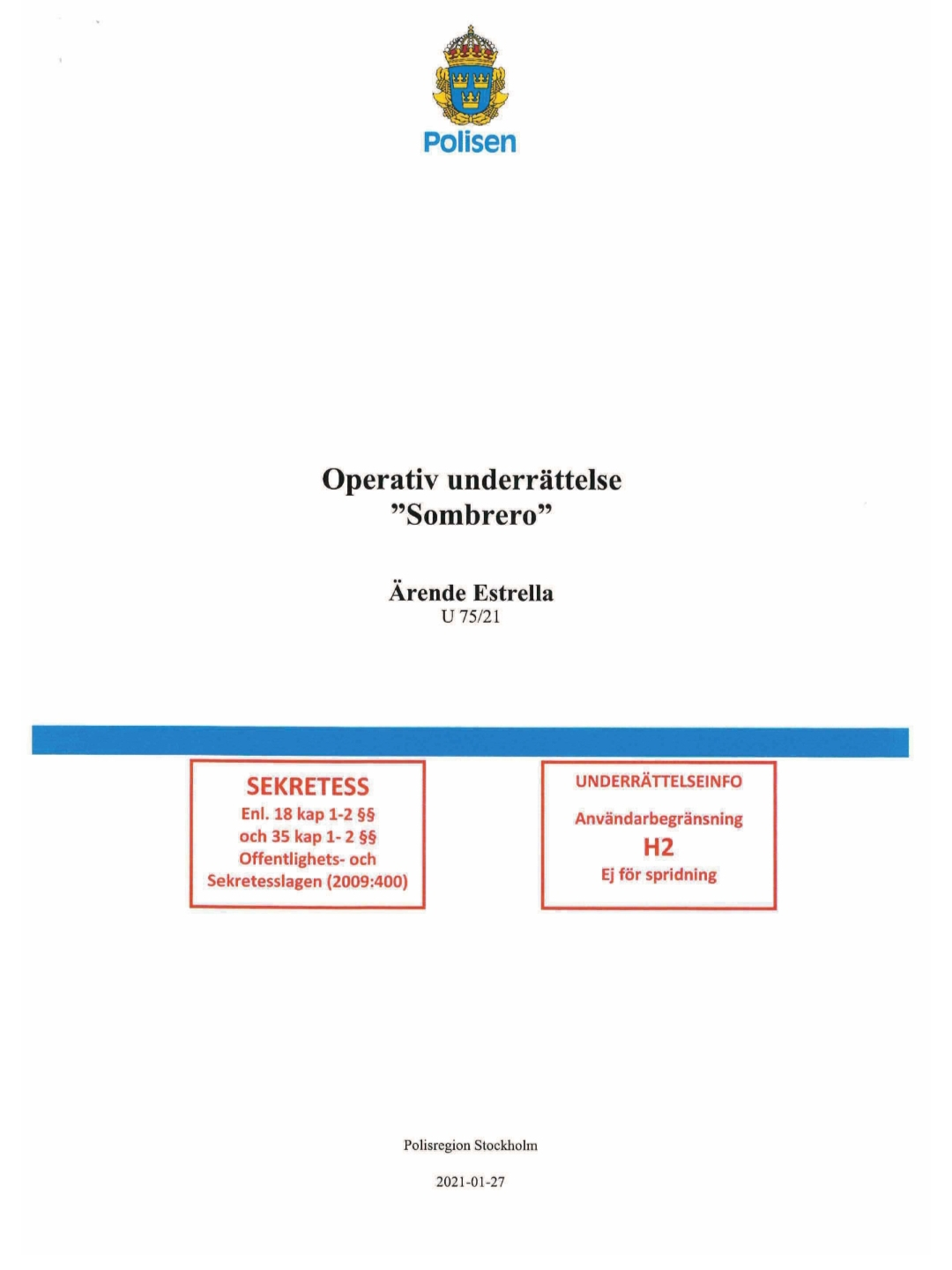
Underrättelserapport med H2-stämpel.